# Бос (Айфель)
Бос (нем. Boos) — община в Германии, в земле Рейнланд-Пфальц.
Входит в состав района Майен-Кобленц. Подчиняется управлению Фордерайфель. Население составляет 622 человека (на 31 декабря 2010 года). Занимает площадь 10,38 км².